# L'Hemisfèric

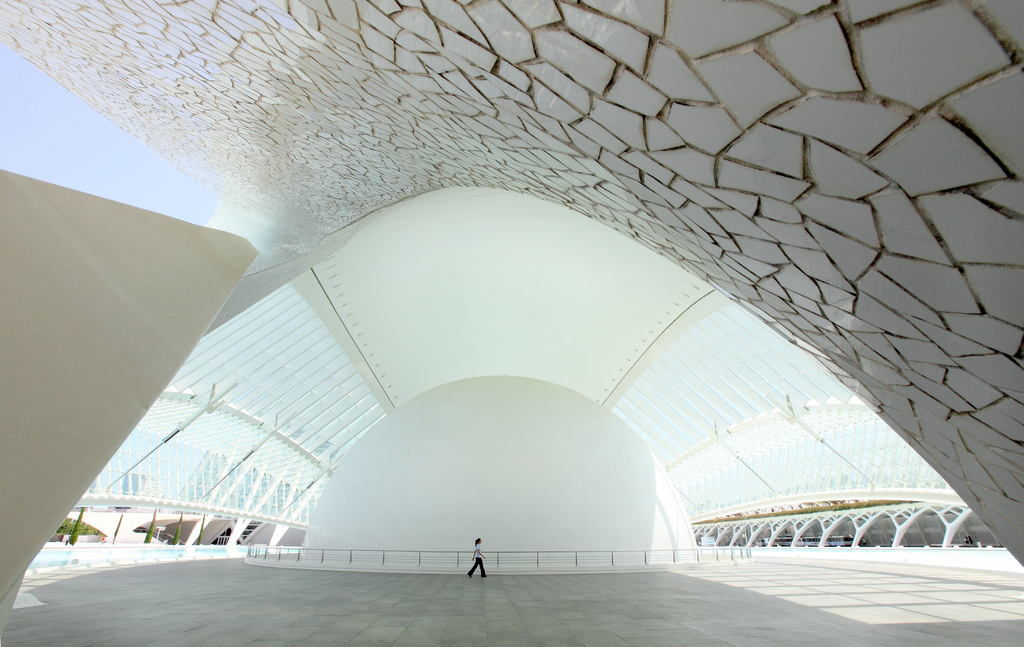
L'Hemisfèric por dentro.

L'Hemisfèric é um Imax Cinema, Planetário e Laserium, projetado por Santiago Calatrava, localizado em Valência, Espanha.

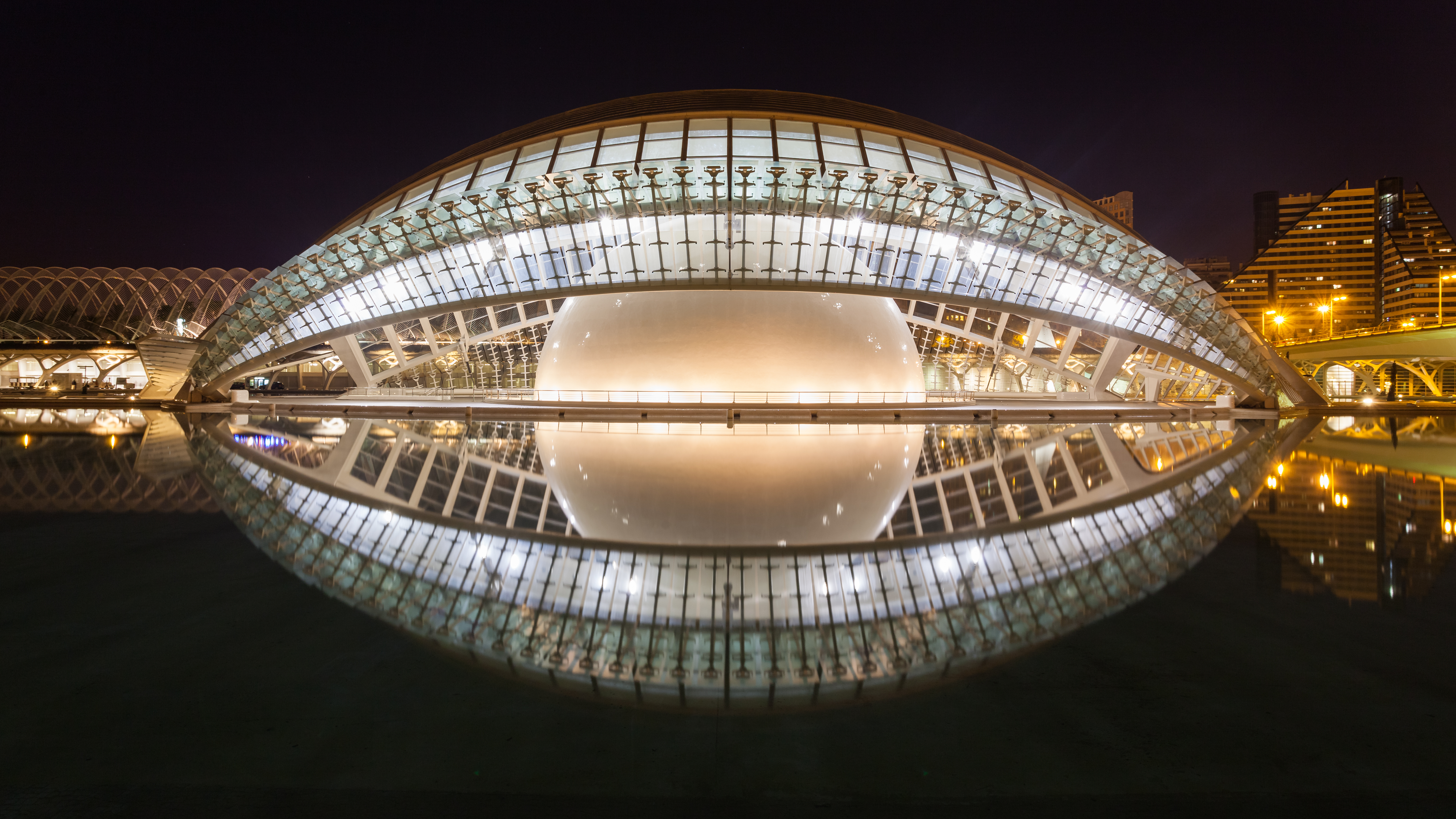
Vista frontal do L'Hemisfèric.

Juntamente com o resto da Cidade das Artes e das Ciências, é um grande centro turístico e de entretenimento. O L'Hemisfèric foi projetado em 1990, e inaugurado em 1998.

## Arquitetura
Na composição do L'Hemisfèric, a várias figuras geométricas, como círculos, trapézios e triângulos. E essas figuras geométricas estão presente nas demais obras do complexo, recorrentes do Santiago Calatrava.
Santiago Calatrava usou as partes metálicas e vidro, e juntamente formou essa obra.
A obra lembra o olho humano, com a pupila representado pela cúpula, e as pálpebras representado pelas ligas de aço e vidro, que pode ser fechada ou aberto para mostrar cúpula. Dentro do planetário, existe uma sala de projeção, que tem capacidade para 302 espectadores por sessão, com uma tela côncava de 900m².